# 荆山郡
荆山郡，中国南北朝时设置的郡。
北齐改馬頭郡置荆山郡，合并蕲县、平预县为马头县，属西楚州。治所在马头县（荆山城，今安徽省怀远县南二十里马头城，一说县城北三里），辖境相当今安徽怀远县。南朝陈占领后改为马头郡，属北徐州。北周攻克后仍为荆山郡，属西楚州。隋文帝开皇三年（583年）废荆山郡，下辖诸县归属濠州。